# Ploéven
Ploéven (en bretó Ploeven) és un municipi francès, situat a la regió de Bretanya, al departament de Finisterre. L'any 2006 tenia 474 habitants. Limita amb els municipis de Plonévez-Porzay, Cast i Plomodiern.

## Demografia
| 1962                                       | 1968 | 1975 | 1982 | 1990 | 1999 |
| ------------------------------------------ | ---- | ---- | ---- | ---- | ---- |
| 515                                        | 445  | 423  | 435  | 450  | 436  |
| Des de 1962: població sense dobles comptes |      |      |      |      |      |

## Administració
| Període   | Identitat     | Partit |
| --------- | ------------- | ------ |
| 1983-1989 | Jean Marzin   |        |
| 1989-2008 | Jean Forey    |        |
| 2008-     | Didier Plante |        |